# Чиганари (Ядринський район)
Чигана́ри (рос. Чиганары, чув. Чаканар) — село у Чувашії Російської Федерації, у складі Мочарського сільського поселення Ядринського району.
Населення — 277 осіб (2010; 288 в 2002, 497 в 1979, 1443 в 1939, 1511 в 1926, 1298 в 1906, 1260 в 1897, 729 в 1858, 596 в 1795). У національному розрізі у селі мешкають чуваші та росіяни.

## Історія
Село засноване 1683 (або 1685) року Нижньогородським Миколаївським Амвросієвим Дудіним монастирем на землях, виміняних у поміщика Микити Городецького. Історичні назви — Гірська Вила, Нікольське, Вила. До 1764 року селяни мали статус монастирських, до 1786 року — економічних, до 1866 року — державних, займались землеробством, тваринництвом, слюсарством, виробництвом одягу та взуття. Діяв храм Святого Миколая Чудотворця (1784–1940). 1882 року відкрито земське училище. На початку 20 століття діяло 6 магазинів, водяний млин. 1931 року створено колгосп «Паризька комуна». До 1927 року село входило до складу Вильської, Ядринської, Чиганарської та Ленінської волостей Ядринського повіту (волосний центр у 1918–1919 роках). Після переходу 1927 року на райони — у складі Ядринського району.

## Господарство
У селі діють фельдшерсько-акушерський пункт, бібліотека та магазин, церква (з 1994 року).